# 石川県道・富山県道214号仮生末友線
石川県道・富山県道214号仮生末友線（いしかわけんどう・とやまけんどう214ごう けしょうすえともせん）は、石川県河北郡津幡町と富山県小矢部市を結ぶ一般県道（石川県道・富山県道）である。

## 路線概要
- 起点：石川県河北郡津幡町字仮生チ142番1地先（= 石川県道212号中尾津幡線交点、石川県道213号仮生堅田線起点）
- 終点：富山県小矢部市末友向島5の1（= 国道359号線交点）

起点は、石川県河北郡津幡町仮生の仮生新橋西詰。津幡町南東部山間部の朝日畑、相窪、北横根の各地区を経て富山県に入る。石川県側は概ね片側1車線の整備された道だが、県境から富山県側の小矢部市八講田地内までは幅員が狭い。八講田地内から再び片側1車線の整備された道に戻り、終点の小矢部市末友で国道359号線と交わる。

## 歴史
- 1960年（昭和35年）4月23日：富山県側、路線認定。
- 1960年（昭和35年）10月15日：石川県側、路線認定。

## 通過する自治体
- 石川県
  - 河北郡津幡町
- 富山県
  - 小矢部市

## 周辺

### 石川県
- 石川ゴルフ倶楽部
- 昭和の音と映像資料館

### 富山県
- 蟹池（旧西礪波郡の北蟹谷村、東蟹谷村、南蟹谷村の地名の由来と伝わる池）[1]
- 日蓮宗本叡寺
- パナソニック エコシステムズ ベンテック 小矢部工場